# Дівошинська сільська рада
Дівошинська сільська рада — колишня адміністративно-територіальна одиниця та орган місцевого самоврядування в Словечанському і Овруцькому районах Коростенської і Волинської округ, Київської та Житомирської областей Української РСР з адміністративним центром у селі Дівошин.

## Населені пункти
Сільській раді на час ліквідації були підпорядковані населені пункти:
- с. Дівошин;
- х. Янова Рудня.

## Населення
Кількість населення ради, станом на 1923 рік, становила 1 148 осіб, кількість дворів — 208.

## Історія та адміністративний устрій
Створена 1923 року в складі с. Дівошин, слободи Теклівка та хутора Остров'ї Покалівської волості Овруцького повіту Волинської губернії. 7 березня 1923 року увійшла до складу новоствореного Словечанського району Коростенської округи. 12 січня 1924 року, відповідно до рішення Волинської ГАТК № 6/1 «Про зміни в межах округів, районів і сільрад», сільську раду передано до складу Овруцького району, слоб. Теклівка та х. Остров'ї включені до складу Левковицької сільської ради Словечанського району. 13 липня 1927 року підпорядковано х. Янова Рудня Покалівської сільської ради Овруцького району Коростенської округи.
Ліквідована 16 червня 1934 року, відповідно до рішення ВУЦВК «Про ліквідацію Дівошинської та Піхоцької сільрад Овруцького району», територію та населені пункти ради приєднано до складу Покалівської сільської ради Овруцького району Київської області. У 1941-43 роках діяла як сільська управа.